# Anglo-Egyptian Slave Trade Convention
Anglo-Egyptian Slave Trade Convention eller Anglo-Egyptian Convention for the Abolition of Slavery eller Anglo-Egyptian Convention for the Suppression of the Slave Trade var ett traktat mellan Storbritannien och khedivatet Egypten som slöts 1877. Traktatet utökades 1884 och 1895. 

## Historik
Sedan slaveriet avskaffats i det brittiska och franska imperiet 1838 respektive 1848 började dessa imperier att driva abolitionistisk utrikespolitik mot Osmanska riket.
År 1867 blev Egypten en självständig vasallstat till Osmanska riket och kunde sluta sina egna avtal. Det hamnade under följande år under brittiskt inflytande, tills det 1882 blev ett brittiskt protektorat. Detta influerade politiken om slaveri i Egypten. Slavhandeln i Egypten bestod av två större kategorier. Afrikanska slavar, majoriteten män avsedda om soldater, eunucker och tjänstemän, importerades från Afrika via Sudan, medan "vita" kvinnor avsedda för haremen importerades från Kaukasus (oftast cirkasser eller georgier) via slavhandeln på Svarta havet. 
1877 års traktat förbjöd importen av slavar från Sudan till Egypten. År 1884 utökades traktatet med ett förbud för handeln med vita slavar. Detta riktade sig mot importen av cirkassiska kvinnor till haremen. På papperet innebar detta i praktiken ett förbud för slavhandeln i Egypten, och den öppna slavhandeln upphörde. Slaveriet som sådant förbjöds dock inte, men ett förbud infördes mot försäljningen av redan existerande slavar, och dessa gavs även rätten att ansöka om att bli frigivna vid det brittiska konsulatet eller någon av de fyra frigivningsbyråer etablerade i olika delar av Egypten. 1895 skärptes straffen för lagbrytare, fall överfördes till vanliga domstolar och blev lättare att föra, hamnarna till röda havet övervakades för att förhindra att slavar infördes från slavhandeln på röda havet, och slavägare förbjöds att lägga sig i sina före detta slavars rättigheter. 
I praktiken kvarlevde både informell handel med nya slavar och slaveriet i form av existerande slavar åtminstone fram till tiden för första världskriget. Vid sekelskiftet 1900 hade dock slaveriet i Egypten minskat såpass mycket att det inte längre var synligt och slutade vara ett ämne för kritik från Väst. Hemmet för före detta slavinnor stängde av brist på behövande 1908 och frigivningsbyråerna överfördes 1911 till Sudan.